# Z biegiem lat, z biegiem dni...
Z biegiem lat, z biegiem dni... est une série polonaise diffusée à partir du 7 septembre 1980.

## Synopsis
La série retrace l'histoire de deux familles de Cracovie, entre 1874 et 1914.
La série est une adaptation en 8 épisodes d'œuvres d'écrivains de l'entre deux guerres : 
- Episode 1 : Cracovie 1874 (Dom otwarty de Michał Bałucki)
- Episode 2 : Cracovie 1886 (Sezonowa miłość de Gabriela Zapolska)
- Episode 3 : Cracovie 1898 (W sieci de Jan August Kisielewski)
- Episode 4 : Cracovie 1901 (Karykatury de Jan August Kisielewski)
- Episode 5 : Cracovie 1902 (Ostatnie spotkanie de Jan August Kisielewski)
- Episode 6 : Cracovie 1905 (Dramat Kaliny de Zygmunt Kawecki (pl))
- Episode 7 : Cracovie 1907 (Moralność pani Dulskiej de Gabriela Zapolska)
- Episode 8 : Cracovie 1914 (Łuk de Michał Bałucki et Śmierć Felicjana Dulskiego de Gabriela Zapolska)

## Fiche technique
- Titre original : Z biegiem lat, z biegiem dni...
- Réalisation :
- Scénario :
- Photographie : Witold Adamek (pl), Edward Kłosiński
- Montage :
- Musique :
- Production :
- Pays de production :
- Langue originale :
- Format :
- Genre :
- Durée :
- Dates de sortie : 1980

## Distribution
personnages récurrents
- Izabella Olszewska (pl) – Janina Chomińska
- Bolesław Nowak (pl) – Władysław Chomiński
- Daniel Olbrychski – Stanisław Wyspiański
- Teresa Budzisz-Krzyżanowska (pl) – Julia Chomińska, la fille de Janina et Władysław, épouse d'Aleksander Rolewski
- Jerzy Radziwiłowicz – Jerzy Boreński
- Mieczysław Grąbka (pl) – Antoni Relski
- Ewa Kolasińska (pl) – Zośka, épouse de Antoni Relski
- Andrzej Buszewicz (pl) – Aleksander Rolewski, époux de Julia Chomińska
- Jerzy Bińczycki – Felicjan Dulski
- Anna Polony (pl) – Aniela Dulska
- Jerzy Stuhr – Alfons Fikalski
- Tomasz Hudziec (pl) – Jerzyk Rolewski
- Renata Kretówna (pl) – Hanka
- Jacek Romanowski (pl) – Tadeusz Boy-Żeleński
- Leszek Piskorz (pl) – Zbyszko Dulski
- Dorota Pomykała (pl) – panna Ciuciumkiewiczówna
- Elżbieta Karkoszka (pl) – Emilka Chomińska
- Ewa Ciepiela (pl) – Wicia Chomińska
- Monika Niemczyk (pl) – Misia Chomińska
- Jan Kochanowski – Józio Chomiński
- Roman Stankiewicz (pl)
- Halina Wojtacha – Katarzyna
- Wiesław Wójcik (pl) – Bronik
- Juliusz Grabowski (pl) – Michał Bałucki
- Maria Zając-Radwan – Stacha Podlipska-Gorecka
- Andrzej Hudziak (pl)
- Stanisław Gronkowski (pl)
- Zofia Więcławówna (pl)
- Ryszard Łukowski
- Jerzy Trela
- Magdalena Jarosz (pl)
- Grażyna Laszczyk
- Antoni Żukowski (pl)